# Sanatorium van Paimio
Het Sanatorium van Paimio (Fins: Paimion parantola) is een voormalig tuberculosesanatorium in de Finse stad Paimio ontworpen door de Finse architect Alvar Aalto. Aalto kreeg de opdracht van het gebouw nadat hij een architectuurcompetitie won in 1929. Het sanatorium stond ooit op de Finse voorlopige lijst werelderfgoed.